# کاکتوس‌های کلاه‌ترکی
کاکتوس‌های کلاه‌ترکی (نام علمی: Melocactus) نام یک سرده از تیره کاکتوس است. این کاکتوس‌ها معمولاً دارای دارای سازه‌ای بر روی خود به نام تاج پشمی هستند.
این سرده حدود ۳۰–۴۰ گونه مختلف دارد، آنها بومی کارائیب، غرب مکزیک از طریق مرکزی آمریکا به شمال جنوب آمریکا هستند و برخی از گونه‌های ان در امتداد رشته کوه‌های آند به جنوب پرو، و اکثر گونه‌ها در شمال شرقی برزیل. کاکتوس‌های کلاه‌ترکی برای اولین بار توسط کارل لینه در سال ۱۷۵۳ نامگذاری شد،
کاکتوس‌های کلاه‌ترکی رشد آهسته و دشواری دارند. آنها پاجوش ندارند، مگر این که به مریستم انتهایی ساقه آسیب وارد شود و باید هنگامی که گیاه بالغ است این کار انجام شود،
تاج پشمی ممکن است به‌طور دائم برای سال‌های بسیاری در حال رشد باقی بماند و رشد تنه اصلی متوقف گردد. در برخی گونه‌ها ممکن است ارتفاع بدن گیاه از حد انتظار تجاوز کند. میوه‌های قرمز حاوی دانه‌های متعدد و محصور در آن از ویژگی‌های دیگر از این سرده است که زمانی که آنها بالغ می‌شوند به وجود می‌آید.